# Andrea Thilo

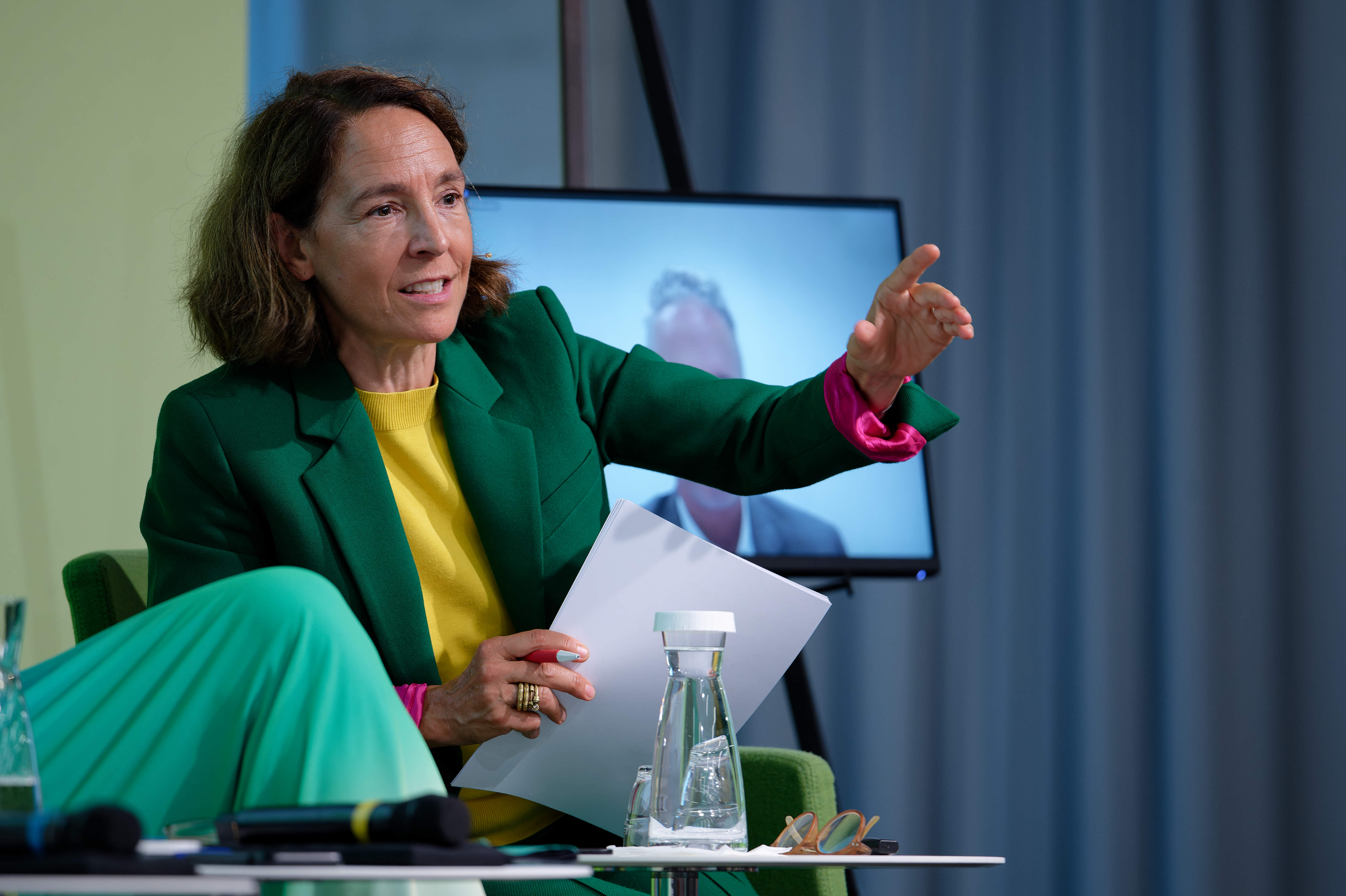
Andrea Thilo, 2023

Andrea Thilo (* 8. November 1966 in Frankfurt am Main) ist eine deutsche Filmproduzentin, Moderatorin und Journalistin.
Andrea Thilo absolvierte das Studium der Gesellschafts- und Wirtschaftskommunikation an der Berliner Hochschule der Künste. Parallel arbeitete sie als Regieassistentin für Hörfunkfeatures beim Sender Freies Berlin und baute die Art-Consulting-Agentur Kunst Konzept gemeinsam mit drei Galeristen aus Berlin und New York auf, die sie auch leitet.
1992 begann Andrea Thilo ein Volontariat in den Bereichen Hörfunk und Fernsehen beim Norddeutschen Rundfunk in Hamburg. Anschließend arbeitete sie als festangestellte Reporterin und Redakteurin beim NDR für aktuelle ARD-Formate wie DAS!, Tagesschau, Tagesthemen und Morgenmagazin. 1995 übernahm sie von Matthias Frings die Moderation und redaktionelle Leitung der wöchentlichen Sendung Liebe Sünde für Pro7 und führte das journalistische Format zur Sexualität zu großer Akzeptanz – im Feuilleton wie beim deutschen Fernsehpublikum. Parallel sammelte Andrea Thilo auch internationale Erfahrungen als Reporterin des britischen Europa-Magazins The E-Files von BBC One.
Seit 1998 ist sie als freischaffende Journalistin und Moderatorin für Fernsehen, Hörfunkfeature und Wochenzeitungen tätig. Andrea Thilo moderiert außerdem eine Vielzahl von Veranstaltungen, unter anderem große Wohltätigkeitsveranstaltungen und Preisverleihungen. Ein Stipendium des German Marshall Fund führte sie 1999 in die Vereinigten Staaten.
Im selben Jahr gründet Andrea Thilo mit ihren Partnern Thomas Grube und Uwe Dierks die Produktionsfirma Boomtown Media in Berlin. Bereits für die erste Produktion des Unternehmens, Warschau Express, wurde sie im Jahr 2000 für den Deutschen Fernsehpreis nominiert. Im Jahr 2005 erhielt sie den Deutschen Filmpreis als Produzentin des Kinoerfolgs Rhythm Is It!.

## Filmografie (Auswahl)
- 2004: Rhythm Is It!
- 2008: Trip To Asia – Die Suche nach dem Einklang
- 2009: Porgy & Me
- 2009: Friedensschlag – Das Jahr der Entscheidung